# Stora Mörkevattnet
Stora Mörkevattnet är en sjö i Uddevalla kommun i Bohuslän och ingår i Göta älvs huvudavrinningsområde. Sjön är 12 meter djup, har en yta på 0,047 kvadratkilometer och befinner sig 141 meter över havet.